# Signifikat

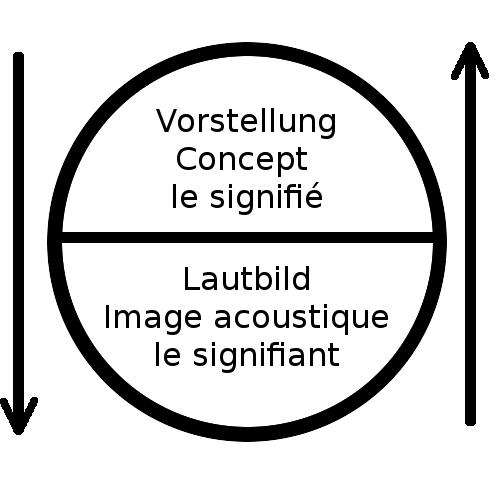
Zusammenhang und gegenseitiger Verweis von Signifikat (le signifié) und Signifikant (le signifiant) im Gebrauch eines Zeichens nach Saussure.
Der linksseitige Pfeil symbolisiert die Verwendung, in der eine Lautfolge als bezeichnend für eine mentale Vorstellung steht, wodurch also ein Ausdruck als der Signifikant zur Bezeichnung eines Begriffs werden kann (siehe Onomasiologie). Der rechtsseitige Pfeil zeigt dagegen die Richtung einer Verwendung, mit der eine mentale Vorstellung als bezeichnet durch eine Lautfolge aufgefasst wird, wodurch also ein Begriffsinhalt als das Signifikat zur Bedeutung eines Ausdrucks werden kann (siehe Semasiologie).

Der Ausdruck Signifikat (französisch signifié) oder Signatum, deutsch auch Bezeichnetes, bezeichnet in der strukturalistischen Sprachwissenschaft (Linguistik) und Zeichentheorie (Semiotik) die Inhaltsseite eines Zeichens – gegenüber dessen Ausdrucksseite als Bezeichnendem oder Signifikant. Beide, sowohl Signifikat als auch Signifikant, sind vom Gegenstand und dem wirklichen Ding zu unterscheiden.
Im semiotischen Dreieck, dem vereinfachten Modell für Beziehungen eines Zeichens, wird dessen Ausdruck (Signifikant) vermittels seines Inhalts (Signifikat) auf einen Gegenstand (Referenzobjekt) bezogen, sodass der Ausdruck auf den Gegenstand verweist (referiert). Diese vermittelnde Inhaltsseite wird mit unterschiedlicher Terminologie als das Signifikat, das Signatum, das Bezeichnete, das Denotat, der Inhalt, der Begriff oder die Bedeutung aufgefasst, beziehungsweise als der Sinn oder als mentales Bild einer Vorstellung.
Hingegen ist der Signifikant als äußerlich fassbare Form die Ausdrucksseite eines Zeichens, etwa ein Lautbild, eine Zeichenkette von Buchstaben einer Schrift oder auch eine verabredete Gebärde. In einer Sprache ist einem bezeichnenden Ausdruck ein bezeichneter Inhalt zugeordnet, als das innerlich auffassbare Signifikat. So kann ein sprachlicher Ausdruck wie Apfel mit der mentalen Vorstellung eines Apfels verknüpft werden. Diese Verknüpfung von Bezeichnendem und Bezeichnetem ist – so Ferdinand de Saussure, der die Begriffe von Signifikant und Signifikat entscheidend geprägt hat – willkürlich (arbiträr) und wird durch Konvention festgelegt. Das Signifikat des Wortes Augapfel gleicht beispielsweise dem von Bulbus oculi. 
Andererseits kann ein gleicher Signifikant in Verbindung mit unterschiedlichen Signifikaten auftreten.
Zum Beispiel wird ein Wort wie Hut schriftlich als Folge von drei Buchstaben angegeben, die eine Abfolge von Lauten wiedergeben können. Mit diesem Zeichenausdruck können im Deutschen allgemein die Bedeutungen von „Schutz“ oder „Bedeckung“ verbunden werden. Dabei kann mit der Hut beispielsweise eine „Art von Kopfbedeckung“ gemeint sein, mit die Hut aber eine „Art von Obhut“. Das artikulierte Geräusch, das vom Sprecher erzeugt wurde, ist der realisierte Signifikant. Für einen Sprecher ist der sprechbare Ausdruck auch dann Signifikant, wenn er nicht mit Phonation ausgesprochen wird, sondern etwa dessen Lautbild empfunden, vorgestellt, gedacht wird.
An welche „Art von Kopfbedeckung“ beispielsweise dabei die Sprechenden jeweils denken – sei es der Hut, oder Akubra, Bergère, Borsalino, Chapeau Claque, Dreispitz, Fedora, Florentinerhut, Glockenhut, Homburg,  Kalabreser, Kastorhut, Melone, Panamahut, Porkpie, Schühut, Schute, Sombrero, Stetson, Strohhut, Topfhut, Zylinder et cetera – ist ein Signifikat. Ob eben dieses, was der Sprecher sich vorstellt, wenn er Hut sagt oder schreibt, auch beim Hörer oder Leser zum Signifikat wird, ist eine Frage der sprachlichen Interaktion, denn versprachlichende Menschen können eigene Vorstellungen bilden. Manche Missverständnisse werden erst in Situationen mit Handlungsvollzug offenbar (siehe auch Pragmatik).

## Bedeutung und Zeichen
Der Zusammenhang zwischen Bezeichnetem (Signifikat, Zeicheninhalt) und Bezeichnendem (Signifikant, äußere Zeichenform) ist beliebig oder arbiträr. Beliebig bedeutet hier nicht, dass jede Person frei einen Signifikanten für ein Signifikat aussuchen kann, sondern dass die ursprüngliche Festlegung eines Zeichens unmotiviert ist. Zeichen für die Kommunikation zwischen Menschen bedürfen der „Verabredung“, einer Konvention. Ist das Zeichen erst einmal zur Konvention geworden, bleibt es mehr oder weniger fest zugeordnet.
Dennoch ist Bedeutung eines Zeichens mehr oder weniger über die gesamte Signifikantenkette verteilt. Die Sprache ist ähnlich der Musik ein Vorgang in der Zeit (Zeitpfeil). Bei der Versprachlichung ist der Sprachproduzent nicht in der Lage, alle Worte gleichzeitig zu artikulieren oder zu rezipieren. 
Der Sinn eines versprachlichten, gesprochenen oder geschriebenen Satzes lässt sich nicht erfassen, indem man ein Wort und seine Bedeutung an das nächste fügt. Damit die Wörter einen relativ kohärenten Sinn ergeben können, muss jedes Wort eine inhaltliche Verkettung zum vorangegangenen Wort erzeugen oder in sich tragen und sich für Verknüpfungen zu den nächsten Wörtern freihalten; sich zu einem Text verbinden. Jedes Zeichen ist in dem sprachlichen Netz von einem anderen abhängig.
Die Bedeutung konstituiert sich nur für den augenblicklichen, situativen Kontext, wenn man in einem bestimmten Moment das Wort «Hut» vernimmt, dann kann das für denselben Rezipient zu einem späteren Zeitpunkt eine völlig andere Bedeutung haben. 
Das Zeichen als solches immer reproduzierbar, etwa die Lautfolge, der Phoneme  «h, u, t» hingegen ist die Identität des Zeichens aufgesplittert, da es immer wieder in einem neuen kommunikativen Kontext wiederholt werden kann, der seine Bedeutung verändert.